# Joël Dicker
Joël Dicker (Ginebra, Suiza, 16 de junio de 1985) es un escritor suizo.

## Biografía
Joël Dicker nació el 16 de junio de 1985 en Ginebra, ciudad ubicada en la parte francófona de Suiza, hijo de una bibliotecaria y un profesor de francés. Dicker pasó su infancia en Ginebra, donde asistió al Collège Madame de Staël aunque no se sintió muy atraído hacia los estudios. A los 19 años tomó clases de actuación en la escuela de Drama en el Cours Florent en París. Un año después regresó a Ginebra para estudiar Derecho en la Universidad de Ginebra, graduándose en 2010.
Con 10 años de edad, Dicker fundó La Gazette des Animaux (La revista de los animales), una revista acerca de la naturaleza, y que dirigió durante siete años. Gracias a su trabajo en esta revista, recibió el Prix Cunéo a la Protección de la Naturaleza y fue nombrado "Redactor jefe más joven de Suiza" por la Tribune de Genève.

## Trayectoria
A los 19 años escribió un relato para un concurso, titulado El Tigre. Los jueces creyeron que había plagiado la obra por considerar que estaba demasiado bien escrita para tener esa edad y no le dieron el premio. Este mismo relato sería reconocido con el Premio Internacional para jóvenes autores francófonos y publicado en una antología que recopila el trabajo de otros ganadores. 
Ver su primer cuento publicado lo motivó para seguir escribiendo y no tardó demasiado en terminar la que sería su primera novela, Les Derniers Jours de Nos Pères (Los últimos días de nuestros padres), donde cuenta la historia de los SEO, una rama secreta del Servicio de Inteligencia Secreto. Aunque terminó el manuscrito de esta novela en 2009, ningún editor quiso publicarlo.
En 2010, Dicker envió Les derniers jours de nos pères para concursar en el Prix des Écrivains Genevois, importante premio entregado cada 4 años, solo a obras sin publicar. La novela resultó ganadora y el premio le fue entregado en diciembre de 2010. Después de esto, el editor de la casa editorial suiza L'Age d'Homme, Vladimir Dimitrijevic, contactó con Jöel Dicker para ofrecerle la publicación de su novela. La idea de Dimitrijevic era lanzar el libro en Suiza en abril de 2011, pero pensó que el tema del libro interesaría a los franceses, de manera que propuso el retraso en el lanzamiento hasta septiembre de 2011, aunque antes de esa fecha, en junio, Dimitrijevic falleció en un accidente automovilístico cuando se dirigía a París.
En enero de 2012 se publicó finalmente Les Derniers Jours de Nos Pères, por L'Age d'Homme y editado para Francia por Éditions de Fallois. Ese mismo año, la embajada suiza en París homenajeó esta novela durante la conmemoración del Día D.
En 2012 se publicó también La Vérité sur l’Affaire Harry Quebert (La verdad sobre el caso Harry Quebert), que ha sido traducida a 33 idiomas y que ha sido reconocida con el Grand prix du roman de l'Académie française en 2012.

## Libros
- El tigre (Le tigre, 2005), trad. de Juan Carlos Durán Romero y David de las Heras, publicado por Alfaguara en 2017.
- Los últimos días de nuestros padres (Les derniers jours de nos pères, 2010), trad. de Juan Carlos Durán Romero, publicado por Alfaguara en 2014.
- La verdad sobre el caso Harry Quebert  (La vérité sur l’affaire Harry Quebert, 2012), trad. de Juan Carlos Durán Romero, publicado por Alfaguara en 2013.
- El libro de los Baltimore (Le livre des Baltimore, 2015), trad. de María Teresa Gallego Urrutia y Amaya García Gallego, publicado por Alfaguara en 2016.
- La desaparición de Stephanie Mailer (La disparition de Stéphanie Mailer, 2018), trad. de María Teresa Gallego Urrutia y Amaya García Gallego, publicado por Alfaguara en 2018.
- El enigma de la habitación 622 (L'énigme de la chambre 622, 2020), trad. de María Teresa Gallego Urrutia y Amaya García Gallego, publicado por Alfaguara en 2020.
- El caso Alaska Sanders (L’Affaire Alaska Sanders, 2022), trad. de María Teresa Gallego Urrutia y Amaya García Gallego, publicado por Alfaguara en 2022.
- Un animal salvaje (Un animal sauvage, 2024), trad. de María Teresa Gallego Urrutia y Amaya García Gallego, publicado por Alfaguara en 2024.
- La muy catastrófica visita al zoo (La très catastrophique visite du zoo, 2025), trad. de María Teresa Gallego Urrutia y Amaya García Gallego, publicado por Alfaguara en 2025.

## Adaptaciones
Por ahora su única novela adaptada a televisión ha sido La verdad sobre el caso Harry Quebert en 2018, bajo la forma de una miniserie protagonizada por Patrick Dempsey, Ben Schnetzer y Kristine Froseth. Dicker formó también parte de la escritura del guion junto a Lynnie Greenne y Richard Levine.

## Reconocimientos
- 2005, Premio Cunéo[6]
- 2010, Premio des écrivains genevois
- 2012, Gran Premio de Novela de la Academia Francesa.[7]
- 2012, Premio Goncourt des lycéens[8]
- 2021, Premio Internacional Alicante Noir (por El enigma de la habitación 622)